# Миклухо-Маклай, Николай Дмитриевич
Никола́й Дми́триевич Миклу́хо-Макла́й (2 октября 1915 — 8 апреля 1975) — российский учёный-востоковед, иранист, кандидат исторических наук.
Внук Михаила Николаевича Миклухи, брата великого русского учёного и путешественника Н. Н. Миклухо-Маклая.

## Биография
Родился 2 (15) октября 1915 года в Киеве.
Отец потомственный дворянин Дмитрий Сергеевич Миклухо-Маклай, мать Серафима Михайловна Миклухо-Маклай. Родители Николая Дмитриевича приходились друг другу двоюродными братом и сестрой.
Образование получил в ЛИФЛИ и, после слияния с ЛГУ, на истфаке указанного университета. Был аспирантом, до весны 1942 года работал в Ленинграде, где пережил наиболее тяжелую, первую блокадную зиму. С апреля 1942 года в эвакуации в Ташкенте. С этого же времени он связал свою жизнь с Институтом Востоковедения и в дальнейшем работал только там.
Работал в Иранском кабинете института под руководством Е. Э. Бертельса. В 1943 году Николай Дмитриевич защищает кандидатскую диссертацию на тему «Афганское завоевание Ирана в 1722—1736 гг.». Одновременно вместе в другими арабистами и востоковедами он готовит описание рукописей Узбекской ССР в рамках Института.
В 1945—1948 гг преподавал в ЛГУ, затем с 1951 года работает в Секторе (Музее) восточных рукописей в Москве. Работал с персидскими рукописями, писал статьи по Ирану, Сефевидам и восточному источниковедению. В 1964 году с несколькими соавторами выпускает своё детище — каталог персидских рукописей.
В последние годы жизни работал над фундаментальной монографией «Географическая литература на персидском языке», которая могла стать его докторской диссертацией. Труд был закончен, напечатан и в виде рукописи передан в Институт после смерти автора в 1975 году. В 1984 он увидел свет.
Похоронен на Серафимовском кладбище (14 уч.)

Могила Миклухо-Маклая на Серафимовском кладбище Санкт-Петербурга.

## Основные работы
- Миклухо-Маклай Н. Д. Описание таджикских и персидских рукописей Института востоковедения. Выпуск 3. Исторические сочинения. Ответственные редакторы О. Ф. Акимушкин. М.: «Наука» ГРВЛ, 1975.
- Миклухо-Маклай Н. Д. Описание таджикских и персидских рукописей Института народов Азии. Выпуск 2. Биографические сочинения. Ответственные редакторы И. А. Орбели, В. И. Беляев. М.: ИВЛ, 1961.
- Миклухо-Маклай Н. Д. Описание таджикских и персидских рукописей Института востоковедения. Выпуск 1. Ответственные редакторы В. И. Беляев, Д. И. Тихонов. М.-Л.: Издательство Академии Наук СССР, 1955.